# 国家独占資本主義
国家独占資本主義（こっかどくせんしほんしゅぎ、ドイツ語: staatsmonopolistischer Kapitalismus (Stamokap)、英語: state monopoly capitalism）とは、国家が経済に介入する度合いが高まった第一次世界大戦後の資本主義に関するマルクス経済学の用語。国家独占資本主義は，独占資本が独占利潤の追求とその存立の基盤である資本主義体制の維持を目的に，国家権力を従属させ経済社会に支配力を確立している資本主義で，資本主義の最高の発展段階である独占資本主義の高度な形態であるといわれている。資本主義はその発展の過程で資本の集積と集中を進め，19世紀後半からは独占資本が優位を占める独占資本主義の段階に入ったが，さらに第一次世界大戦以降資本主義体制が動揺しはじめたのを契機に，独占資本主義は国家独占資本主義への転化の過程に入り，1929年に始まる世界恐慌がこの転化を決定的にしたとされている。元来はレーニンの用語であるが、その規定についてはいくつかの説がある。ケインズ経済学やニューディール政策を、マルクス経済学の立場から批判する用語としても用いられた。
独占資本主義の状態では、巨大資本の登場によって過剰な資本を抱えた経済になる。過剰な資本を抱えたままでは経済は停滞するので、資本投下先を探す必要がある。その資本投下先を入手するため、イギリスなどの帝国主義諸国が植民地政策を行ったのだ、というのがこの理論を唱える者たちの主張である。この過程において、巨大な力を持つ独占資本はやはり巨大な力を持つ国家と手を結び、さらなる利潤を求めるべく行動する。
その後、国家独占資本主義は、国内の労働者を懐柔するため、社会保障政策を行ったり、財政政策による高雇用政策・持続的成長を目指す方向へと転換していく。ところが、過剰の解消が進まずに経済が再び停滞する中、こうした方針を再度転換し、再び帝国主義時代のような対外膨張政策（アメリカを中心としたグローバリゼーション）が行われていると、一部のマルクス経済学者は唱えている。

## 文献
- レーニン『帝国主義』（宇高基輔訳、岩波文庫、1956年）
- 池上惇『国家独占資本主義論』（有斐閣、1965年）
- 井汲卓一編『国家独占資本主義』（現代の理論社、1971年）
- 大内力『国家独占資本主義』（こぶし書房、2007年）
- 北原勇『独占資本主義の理論』（有斐閣、1977年）
- 平野義太郎、上林貞治郎『西ドイツ国家独占資本主義と労働者階級』 (大月書店、1970年)
- ハインツ・ユング『西ドイツの国家独占資本主義』 (前川恭一 監訳、大月書店、1986年)